# Castanea pumila
Espèce
Synonymes
- Castanea alnifolia Nutt.[1] [2]
- Castanea alnifolia Sarg.[2]
- Castanea chincapin K.Koch[1]
- Castanea floridana (Sarg.) Ashe[1] [2]
- Castanea margaretta (Ashe) Ashe[1]
- Castanea nana Muhl.[1]
- Castanea paucispina Ashe[1]
- Castanea pumila (L.) Mill.[2]
- Fagus nana Du Roi ex Steud.[1]
- Fagus pumila L.[1] [2]

Le Châtaignier de Virginie (Castanea pumila) est une espèce d'arbres de la famille des Fagacées.

## Liste des sous-espèces et variétés
Selon NCBI (20 novembre 2017), Tropicos (20 novembre 2017) et FEIS (3 mars 2021) :
- variété Castanea pumila var. pumila

synonymes :
- variété Castanea pumila var. ashei Sudw.
- variété Castanea alnifolia var. floridana Sarg.
- Castanea pumila subsp. ashei (Sudw.) A.E. Murray
- Castanea alnifolia  Nutt.
- Castanea ashei Sudw.
- Castanea floridana
- variété Castanea pumila var. ozarkensis (Ashe) G.E. Tucker

synonymes:
- Castanea ozarkensis Ashe
- Castanea ozarkensis var. arkansana Ashe
- Castanea pumila subsp. ozarkensis (Ashe) A.E. Murray
- Castanea alabamensis Ashe
- variété Castanea pumila var. nana (Muhl.) A. DC.

- variété Castanea pumila var. Fuller